# Per una bambola/Viaggio
Per una bambola/Viaggio è il 27° singolo di Patty Pravo, pubblicato su 45 giri dalla CGD nel 1984.

## Il disco
Il singolo ebbe un discreto successo: rappresenta la rinascita artistica della cantante dopo qualche anno di assenza dalle scene. Risulta l'83° singolo più venduto del 1984, giungendo fino al 17º posto in hit-parade.

### Per una bambola
Per una bambola è una canzone dal testo autobiografico, scritta da Maurizio Monti, con la quale Patty Pravo partecipò al Festival di Sanremo 1984.

Si qualificò 10º in classifica finale, e vinse il Premio della critica per la particolarità e attenzione che venne dedicata all'immagine del personaggio. Indossò per l'occasione un vestito creato da Versace e le acconciature furono realizzate da Marcello Casoni.
Il brano fu inserito nell'album Occulte persuasioni.

### Viaggio
Viaggio è stata scritta da Paolo Conte (nascosto sui crediti dallo pseudonimo Solingo), e Giancarlo Trombetti.
Il brano fu incluso nell'album Occulte persuasioni.

## Tracce
45 Giri edizione italiana
Lato A
1. Per una bambola - 3:12

Lato B
1. Viaggio - 3:16